# Dobrodružství pernikářského tovaryše

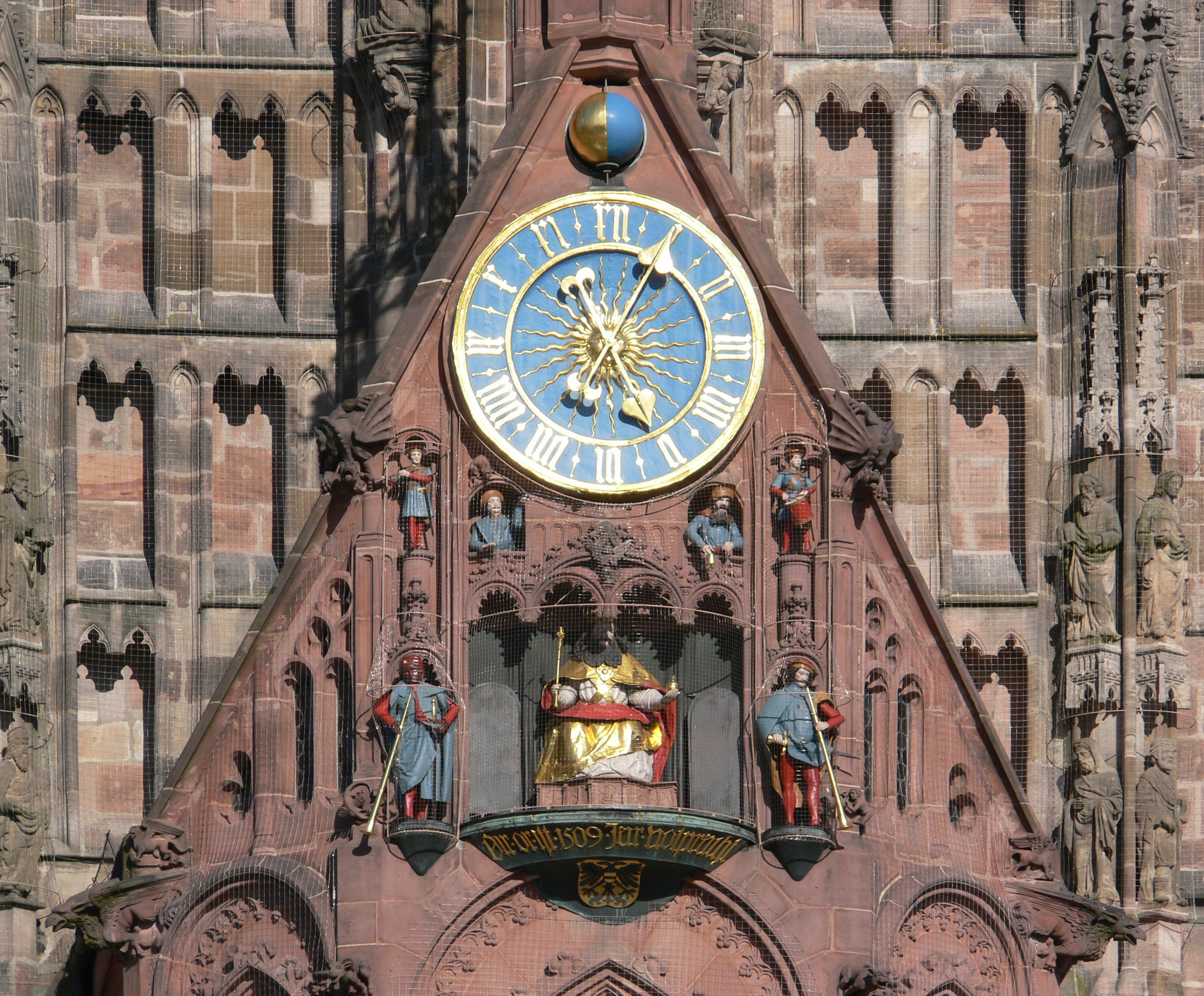
Norimberkský orloj Männleinlaufen

Dobrodružství pernikářského tovaryše je název českého vydání historického dobrodružného románu pro mládež Das Männleinlaufen (1983) od německé spisovatelky Renate Krügerové. Román je v německém originále pojmenován podle norimberského orloje Männleinlaufen, který je umístěn v arkýři ve štítu kostela Panny Marie (Frauenkirche). 

## Obsah románu
Obsahem románu jsou pikareskní příhody devatnáctiletého pernikářského tovaryše Jöckela Wolgemuta z Norimberka v době začínajících selských válek. Norimberk je v té době hospodářsky velmi úspěšné město, hrdé nejen na své perníky, ale také na svůj orloj. Jednou denně v poledne zazní troubení trubačů a objeví se sedm kurfiřtů, kteří třikrát obejdou císaře. 
Jednoho dne se ale orloj zastaví a Jockelův otec, který je správcem orloje, s tím má mnoho starostí. Pro Jockela je ale zastavení orloje symbolem rozvrácení stávajícího řádu, a to nejen ve městě, ale i v celé říši, jak o tom mluví jeho přítel, malíř Barthel Beham. 
O masopustu provede žert a převlékne se za všemocného bankéře Fugggera, čímž začíná sled jeho dobrodružství, která ale nejsou tak veselá jako jeho povaha. Protože je bankéři skutečně podoben, dostane od něho nabídku, aby se stal jeho dvojníkem a vystupoval za něho, když to bude třeba. Ve Fuggerových službách se dostane do Augšpurku, kde mu má pomáhat v nespravedlivé při. Dávno by již od něho utekl, nebýt správcovy dcery Katky.
Při jeho putování mu několikrát hrozí vězení a jednou dokonce i šibenice. Objeví však pro něho dosud neznámý svět s mnoha rozpory, vzestupy a pády a seznámí se s mnoha zajímavými lidmi a dokonce i se saským kurfiřtem. Rozhodne se, že již nebude panáčkem bez vlastní vůle, jako jsou figury na orloji, ale že si bude svůj život řídit sám.

## Česká vydání
- Dobrodružství pernikářského tovaryše, Albatros, Praha 1989, přeložila Hana Žantovská.